# سوکه‌دنچ
سوکه‌دِنچ (به مجاری:  Szőkedencs) یک منطقهٔ مسکونی در مجارستان است که در ناحیه مارتسالی واقع شده‌است. سوکه‌دنچ ۱۸٫۶۹ کیلومتر مربع مساحت و ۲۳۳ نفر جمعیت دارد.